# 地球 東京 僕の部屋
地球 東京 僕の部屋（ちきゅう とうきょう ぼくのへや）は、和田唱（TRICERATOPS）のアルバム。2018年10月24日に発売された。

## 概要
- 今作は和田の初のソロアルバムであり、「大きなマンション」「Home」のストリングスを除く収録曲の全ての楽器のレコーディングを1人で行っている。
- タイトルはフィッシュマンズのアルバム『宇宙 日本 世田谷』から着想を得たもの。
- 今作を引っ提げ、11月からは初のソロライブツアー「一人宇宙旅行」を開催。
- アルバム発売に先駆け、「1975」、「地球 東京 僕の部屋」、「クリスマスの朝」が配信限定シングルとして先行配信された。
- なお、今作はジャケット写真の事前公開がなかった。

## 収録曲
全作詞・作曲：和田唱
1. 大きなマンション [5:02]
2. 1975 [5:27]
配信限定第一弾シングル
MVが制作された。
3. 矛盾 [3:00]
4. Moonwalk Moonwalk [4:11]
5. Harajuku-Crossroads [3:41]
6. 地球 東京 僕の部屋 [5:17]
今作のタイトルナンバー。
配信限定第二弾シングル
7. アクマノスミカ [3:50]
8. 夜の雲 [3:57]
9. Vision Man[3:58]
10. クリスマスの朝 [4:30]
配信限定第三弾シングル
11. Home [5:13]